# جبل إيغود
جبل إيغود أو أدرار ن إيغود (أمازيغية: ⴰⴷⵔⴰⵔ ⵏ ⵉⵖⵓⴷ) هو موقع أثري يرجع للعصر الحجري القديم، يقع في منطقة إيغود التي تقع في الجنوب الشرقي لإقليم اليوسفية بالمغرب. اكتشف في الموقع بقايا عظمية يزيد عمرها على مائة ألف عام عن أي رفات أخرى معروفة للجنس البشري للإنسان العاقل. بهذا الاكتشاف أصبح عمر الإنسان الحالي 000 300 سنة، بينما كان يعتقد سابقا أن عمره 000 195 سنة اعتمادا على بقايا أومو في أثيوبيا.

## التاريخ واكتشاف أصل الإنسان
اكتشف الموقع لأول مرة في 1961، ووجد فيه العديد من البقايا البشرية التي تم الاختلاف على تاريخها وعمرها بسبب الأشغال المنجمية في المكان. بسبب موقعهم، تم في البداية نسب هذه البقايا خطأً لإنسان نياندرتال.

في عام 2017 تمت عمليات تأريخ هذه البقايا العظمية لجنس الإنسان العاقل وكشفت عن عمر يتجاوز ال000 300 سنة (النتائج بين 000 280 - 000 350 سنة). وجد أيضا غزال مقطع بطريقة تسمح بأخذ نخاعه العظمي وذلك قرب بقايا نار. عثر أيضا على عدة حجارة صوان مرتبطة بالعظام، محروقة وملقاة بعد استعمالها قرب بقايا نيران قريبة، سمحت بوضع تأريخ دقيق ب000 315 سنة، وذلك باستخدام تقنية تأريخ بواسطة الضيائية الحرارية (Thermoluminescence). في عهد الإنسان القديم تم حرق بعض الأدوات بسبب اشتعال النيران فوقها، على الأرجح بعد التخلص منها. فمكّن هذا الباحثين من استخدام التأريخ بالضيائية الحرارية للتأكد من وقت حدوث الحرق، وبالتالي تم تحديد، عمر العظام الأحفورية التي تم العثور عليها في نفس طبقة الترسبات.
في عام 2017 تم تأريخ الأدوات المحترقة إلى ما يقرب من 315.000 عام، مما يشير إلى أن الحفريات من نفس العمر تقريبًا. تم تأكيد هذا الاستنتاج من خلال إعادة حساب عمر الفك السفلي لـ Irhoud 3، والذي أنتج نطاقًا عمريًا متوافقًا مع تلك الخاصة بالأدوات التي كانت موجودة، وتأكد الباحثون أن عمره يقرب من 280.000 إلى 350.000 سنة.
قبل هذا الاكتشاف، كانت أقدم بقايا معروفة للإنسان العاقل الحديث تشريحيا أي الإنسان الحالي هي بقايا أومو (Omo 1 و Omo 2)، والتي تتكون من جمجمتين اكتشفتا في أثيوبيا وتم تأريخهما بعمر 000 195 سنة. لديهما سمات مماثلة لجمجمة فلورسباد التي يرجع تاريخها إلى 000 260 سنة مضت، والتي وجدت في الطرف الآخر من القارة، في فلورسباد قرب بلومفونتين في جنوب أفريقيا؛ والتي نسبت إلى الإنسان العاقل على أساس ما وجد في جبل إيغود.

تحت مناخ جاف نسبيا، كانت بيئة جبل إيغود بيئة منبسطة نسبيا، مغطاة بشجيرات موزعة على المكان إلى حد ما، وعثر في جهتها كذلك مجموعة من أحفورات خيول وأبقار وغزلان ووحيد القرن وحيوانات مفترسة الأخرى.

## الموقع

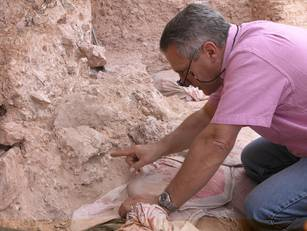
Jean-Jacques Hublin ينقب في جبل إيغود بمراكش ويزيح التراب عن جمجمة إيغود 10.

الموقع الأثري هو عبارة عن بقايا كهف جيري يمتلئ برواسب بعمق 8 أمتار تعود إلى عصر البليستوسين، وهو يقع على الجانب الشرقي من بروز جيري على ارتفاع 562 متر. عُثر على ذلك المكان أول مرة عام 1960 أثناء عملية استخراج معدن الباريت من المنطقة المجاورة. فقد عثر أحد عمال الحفر على جمجمة داخل جدران الكهف، ومن ثم استخرجها وناولها لأحد مهندسي الموقع، الذي احتفظ بها بدوره كتذكار لفترة من الزمن. وفي النهاية شقت تلك الجمجمة طريقها إلى جامعة الرباط، والتي نظمت رحلة استكشافية مشتركة بين المغرب وفرنسا إلى ذات الموقع عام 1961، بقيادة الباحث الفرنسي إيميل إينوشي.
عثر فريق إينوشي على 30 جزء من بقايا ثدييات، وبعضها يعود إلى عصر البليستوسين الأوسط، إلا أن أصلها من بين طبقات الأرض لا يزال مجهولًا. وفي الفترة بين 1967-1969 شرع فريق العالم «جاك تيكسير» و «روجر دي بايل» في عملية تنقيب في نفس الكهف، تعرفوا فيها على 22 طبقة أرضية. وتشير الأدلة على أن الطبقات الـ 13 الدنيا من الكهف كانت مأوى لجماعات من البشر يعودون في أصلهم إلى ما يعرف بالحضارة الموستيرية.

## تاريخ الحفريات

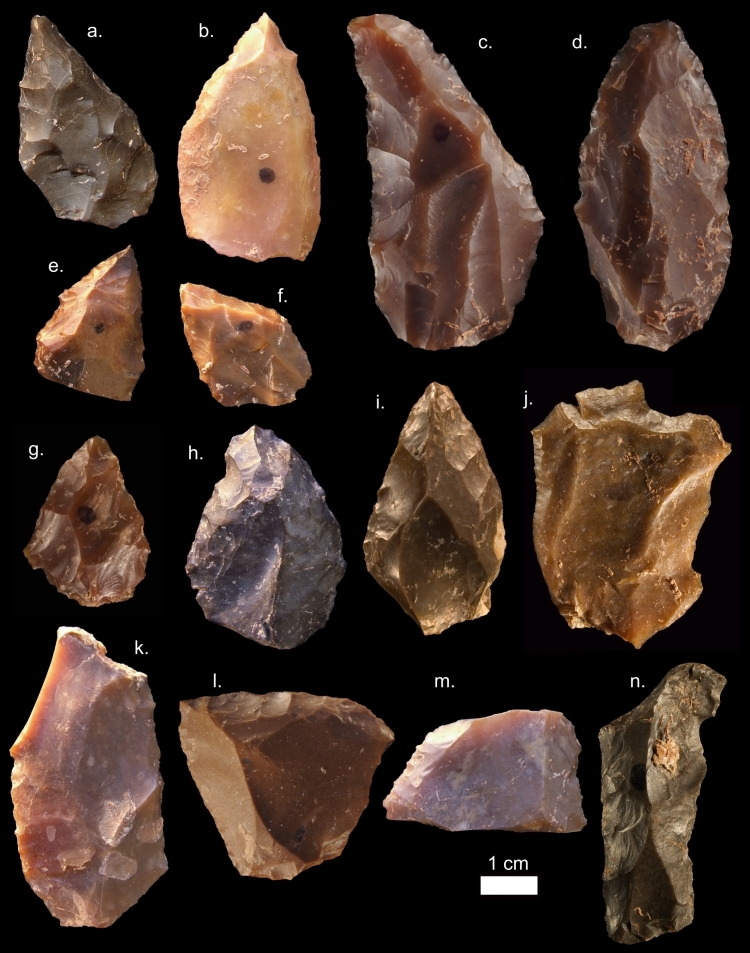
أدوات حجرية وصخرية وجدت في موقع جبل إيغود.

نُسبت الحفريات في البداية إلى إنسان نياندرتال، وذلك استنادًا على وجود أدوات حجرية كان يعتقد أنها مقتصرة على النياندرتال فقط. وكان في اعتقادهم أيضًا أن ملامح تلك الجماجم العتيقة أقرب للنياندرتال منها إلى البشر. وقدّر عمرها في البداية بنحو 40,000 سنة. لكن بدأت الشكوك في ذلك التأريخ بعدما تم اكتشاف بقايا حيوانات بعمر 160,000 سنة تعود إلى عصر البليستوسين الأوسط. وبعد إعادة تقدير الزمن تم اعتبار تلك الحفريات تابعة لنوع بدائي من البشر أو ربما جماعة من البشر اختلطت أنسابها بالنياندرتال. والنتيجة السابقة تتوافق والنظرية القائلة بأن أقدم حفريات خاصة بالإنسان العاقل الأول حينئذ وجدت في أومو كابيش بإثيوبيا بعمر يقدر بنحو 195,000 سنة، مما يشير إلى أن أصول جميع البشر تعود إلى شرق أفريقيا منذ حوالي 200,000 سنة.
ولكن تبين لاحقًا بفضل الأبحاث التي تمت في معهد ماكس بلانك لعلم الإنسان التطوري في لايبزيغ أن الحفريات المكتشفة في جبل إيغود أقدم مما كنا نعتقد في البداية. فقد عُثر على 20 بقايا عظمية تنتمي إلى 5 أفراد على الأقل، بالإضافة إلى عدة أدوات حجرية، وذلك أثناء عمليات تنقيب عام 2004. ومن بين تلك الاكتشافات: جمجمة، عظمة فك، سنة، وعظمة أحد الأطراف؛ وتلك كانت تنتمي إلى 3 بالغين، ومراهق، وطفل بعمر 7 سنوات ونصف. والجمجمة المكتشفة تشبه كثيرًا جماجم البشر المعاصرين باستثناء كبر حجم الفك السفلي واستطالة تجويف المخ. وملامحها تشبه ملامح جمجمة فلورسباد بعمر 260,000 سنة، والتي اكتشفت بعد اكتشاف جمجمة إيغود على الطرف الجنوبي من قارةأفريقيا، في فلورسباد بجنوب أفريقيا. وقد تبعت جمجمة فلورسباد في تصنيفها الإنسان العاقل، وذلك بناءًا على الاكتشافات والنتائج الخاصة بحفريات إيغود.
اما الأدوات فقد عُثر عليها بجانب عظام الغزال وبضعة كتل من الفحم، مما يدل على استخدام النار في الطهي غالبًا. وتتواجد على عظام الغزال علامات مميزة تدل على أنه تم ذبحها وطهيها، مثل: أثار حريق وتقطيع، ووجود عدة نقر تدل على استخراج النخاع من العظام. وتوجد أثار حريق على بعض الأدوات، مما قد يدل على أنهم كانوا يتخلصون منها عن طريق حرقها، مما أتاح للباحثين أن يحددوا تاريخ حدوث تلك الحرائق، وبالتبعية عمر الحفريات المتواجدة في نفس الطبقة الأرضية، عن طريق استخدام تقنية التأريخ بواسطة الضيائية الحرارية. ومن ذلك تحدد عمر تلك الأدوات بنحو 315,000 سنة، وبالتبعية فإن عمر تلك الحفريات مقارب للتقدير السابق. وتم تأكيد النتيجة السابقة عن طريق إعادة حساب عمر حفرية إيغود 3، والتي أدت إلى نتيجة متوافقة مع النتيجة السابقة (بنحو 280,000-350,000 سنة). وإذا ما صمدت تلك النتائج أمام الاكتشافات اللاحقة، فسوف تكون الحفريات المذكورة هي أقدم نماذج نوعية معروفة لجنس الإنسان العاقل.
والنتائج السابقة تقترح أن جنس البشر لم ينبعث من شرق إفريقيا منذ 200,000 سنة مضت كما كنا نظن، بل أن البشر كانوا متواجدين على طول سواحل قارة إفريقيا في توقيت يسبق التقدير السابق بـ100,000 سنة. وطبقًا لمؤلف البحث المنشور جان-جاك هابلين: «فالفكرة المقترحة إذن، أن سكان البشر قد افترقوا وانبثوا في أرجاء قارة أفريقيا، مما أدى إلى نشوب معالم الإنسان الحديث في أماكن متفرقة في القارة، وبالتالي فإن مناطق متفرقة في أفريقيا مجتمعة هي ما أدت في النهاية إلى ظهور ما نسميه حاليًا الإنسان المعاصر». فقد يكون البشر البدائيين هم عبارة عن جماعات متفرقة من البشر مختلطين ببعضهم البعض، ووجود مناخ رطب في ذلك الوقت أدى إلى اخضرار منطقة الصحراء الكبرى (في الفترة ما بين 330,000-300,000 سنة مضت) مما يسَّر على البشر حينئذ ترحالهم عبر أجزاء القارة. وبالتالي فمن المرجح أن تطور الإنسان الحديث حدث على مستوى القارة بأكملها وليس مقتصرًا على ركن وحيد من القارة.
وقد حاول هابلين وفريقه أن يحصلوا على عينة من الحمض النووي الخاص بتلك الحفريات، لكن محاولاتهم باءت بالفشل. لكان من شأن نتائج التحليل الجيني لتلك الحفريات أن تؤكد الصلة بينها وبين سلالة الإنسان العاقل الرئيسية. وكذلك الاستنتاج القائل بأن البشر قد انتشروا وتطوروا في أماكن متفرقة من أفريقيا. وبسبب غياب تلك الأدلة الجينية، فلا يزال هنالك بعض الشك حيال ما إذا كانت تلك الأحفاير تنتمي حقًا إلى نوع الإنسان العاقل. فلا تزال الأسئلة التي تخص تصنيف تلك الحفريات مفتوحة.

## الشكل الخارجي للحفريات

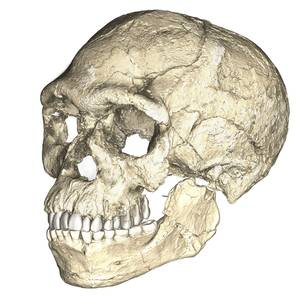
إعادة تكوين جمجمة لأقدم حفريات "الإنسان العاقل" المعروفة من جبل إرهود ، بناءً على عمليات مسح مقطعي محوسبة لعدد من الأحافير الأصلية.

الاختلاف الرئيسي بين شكل الجمجمة المكتشفة وجماجم الإنسان الحديث هو استطالة تجويف المخ. وطبقًا للباحثين، فإن ذلك يدل على أن شكل المخ، وبالتبعية وظائف المخ على الأغلب، قد تطورت على مدار حياة سلالة الإنسان العاقل في فترة حديثة نسبيًا. ومن المرجح أن التغيرات التطورية التي طرأت على شكل الدماغ البشري هي ظاهرة مصاحبة لتغيرات جينية في تنظيم المخ البشري وتطوره وكذلك الوصلات الداخلية الخاصة به. وقد يعكس ذلك أيضًا حدوث تغيرات تأقلمية في طريقة عمل المخ البشري. وهذه التغيرات من شأنها أن تؤدي إلى تكُّور شكل المخ البشر، وأن تصاحب تضخم منطقتين في مؤخر المخ على مدار آلاف السنين من التطور البشري. وكان يمتلك سكان جبل إيغود القدماء أيضًا أقواس حاجبية سميكة، ولا يظهر عليهم ظاهرة بروز الفك. ومرحلة تكون أسنانهم مماثلة لأسنان أطفال أوروبيين معاصرين في نفس العمر، مع اختلاف سرعة نمو جذور الأسنان: فهي تنمو بصفة أسرع في حالة الإنسان الحديث، وفي حالة القردة العليا وبعض أشباه البشر فهي تنمو بشكل أسرع من كليهما. وكذلك الحال مع سرعة نمو تيجان أسنان البشر المعاصرين.
وفي المجمل فإن العينات المكتشفة في جبل إيغود تشبه تلك التي تنتمي إلى الحضارة العاترية والحضارة الإيبيروموريسية.

## مقالات ذات صلة
- إنسان عاقل
- إنسان عاقل حديث تشريحيا
- بقايا أومو